# Volta ao Alentejo de 2013
A 31ª edição da Volta ao Alentejo foi disputada entre 20 e 24 de Março de 2013.
A "Alentejana" - como é conhecida - é a única prova internacional portuguesa que em 2013 tem mais um dia de competição, passando para cinco dias, em contraciclo com a Volta ao Algarve, que passou de cinco para quatro dias e o Grande Prémio Internacional de Torres Vedras de reduz para três os quatro dias do ano passado.
Na semana anterior ao início da prova, a equipa russa Team Lokosphink foi retirada da lista de participantes devido a problemas com a sua inscrição na UCI.
A prova foi vencida pelo belga Jasper Stuyven (mantendo-se a tradição de nenhum ciclista vencer 2 edições)  que arrecadou também a camisola dos Pontos e da Juventude. O checo Karel Hnik venceu o Prémio da Montanha enquanto Filipe Cardoso foi o melhor representante nacional terminando em 7º. A OFM-Quinta da Lixa-Golden Times dominou a classificação por Equipas.

## Equipas
| Equipa                            |
| --------------------------------- |
| Carmim-Prio                       |
| Rádio Popular-Onda                |
| LA Alumínios-Antarte              |
| Efapel-Glassdrive                 |
| Louletano-Dunas Douradas          |
| OFM-Quinta da Lixa-Golden Times   |
| Cartaxo - C.C. JM Nicolau         |
| Anicolor                          |
| Liberty Seguros – SM Feira - KTM  |
| Maia - Bicicletas Andrade         |
| Bontrager Cycling Team            |
| Team Optum                        |
| Cycling Team The Rijke – Shanks   |
| Rabobank DT                       |
| Bank BGZ Team                     |
| Alpha Baltic – UnityMarathons.com |
| Etixx – Ihned                     |
| Euskaltel-Euskadi                 |
| Zappi's Pro Cycling Team          |

## Etapas
| Etapa | Data        | Percurso                                   | Distância | Tipo | Tipo                   | Vencedor         |
| ----- | ----------- | ------------------------------------------ | --------- | ---- | ---------------------- | ---------------- |
| 1ª    | 20 de Março | Castelo de Vide-Marvão                     | 167 km    |      | Etapa Média-Montanha   | Daniel Silva     |
| 2ª    | 21 de Março | Sousel-Portel                              | 172,1 km  |      | Etapa Plana            | Jasper Stuyven   |
| 3ª    | 22 de Março | Vidigueira-Mértola                         | 179,9 km  |      | Etapa Plana            | Kenneth Hanson   |
| 4ª    | 23 de Março | Ourique-Odemira                            | 153,3 km  |      | Etapa Plana            | Thomas Zirbel    |
| 5ª    | 24 de Março | Vila Nova de Santo André-Santiago do Cacém | 135,4 km  |      | Etapa Pequena-Montanha | António Carvalho |

### 1ª Etapa
20 Março 2013 – Castelo de Vide a Marvão, 198.8 km
|    | Ciclista         | Equipa                          | Tempo    |
| -- | ---------------- | ------------------------------- | -------- |
| 1  | Daniel Silva     | Rádio Popular-Onda              | 4h08m16s |
| 2  | Karel Hnik       | Etixx – Ihned                   | a 2s     |
| 3  | Eduard Prades    | OFM-Quinta da Lixa-Golden Times | m.t.     |
| 4  | Chad Haga        | Team Optum                      | m.t.     |
| 5  | Alejandro Marque | OFM-Quinta da Lixa-Golden Times | m.t.     |
| 6  | Delio Fernandez  | OFM-Quinta da Lixa-Golden Times | m.t.     |
| 7  | Jasper Stuyven   | Bontrager Cycling Team          | m.t.     |
| 8  | Daniel Mestre    | Carmim-Prio                     | m.t.     |
| 9  | Arkaitz Duran    | Efapel-Glassdrive               | m.t.     |
| 10 | Carlos Barbero   | Euskaltel-Euskadi               | m.t.     |

|    | Ciclista         | Equipa                          | Tempo    |
| -- | ---------------- | ------------------------------- | -------- |
| 1  | Daniel Silva     | Rádio Popular-Onda              | 4h08m16s |
| 2  | Karel Hnik       | Etixx – Ihned                   | a 6s     |
| 3  | Eduard Prades    | OFM-Quinta da Lixa-Golden Times | a 8s     |
| 4  | Chad Haga        | Team Optum                      | a 12s    |
| 5  | Alejandro Marque | OFM-Quinta da Lixa-Golden Times | m.t.     |
| 6  | Delio Fernandez  | OFM-Quinta da Lixa-Golden Times | m.t.     |
| 7  | Jasper Stuyven   | Bontrager Cycling Team          | m.t.     |
| 8  | Daniel Mestre    | Carmim-Prio                     | m.t.     |
| 9  | Arkaitz Duran    | Efapel-Glassdrive               | m.t.     |
| 10 | Carlos Barbero   | Euskaltel-Euskadi               | m.t.     |

### 2ª Etapa
21 Março 2013 – Sousel a Portel, 172,1 km
|    | Ciclista         | Equipa                          | Tempo    |
| -- | ---------------- | ------------------------------- | -------- |
| 1  | Jasper Stuyven   | Bontrager Cycling Team          | 4h08m19s |
| 2  | Chad Haga        | Team Optum                      | m.t.     |
| 3  | Carlos Oyarzun   | Louletano-Dunas Douradas        | m.t.     |
| 4  | Alejandro Marque | OFM-Quinta da Lixa-Golden Times | m.t.     |
| 5  | Filipe Cardoso   | Efapel-Glassdrive               | m.t.     |
| 6  | Tanner J. Putt   | Bontrager Cycling Team          | m.t.     |
| 7  | Dieter Bouvry    | Etixx – Ihned                   | a 6s     |
| 8  | Louis Verhelst   | Etixx – Ihned                   | a 8s     |
| 9  | Samuel Spokes    | Etixx – Ihned                   | a 10 s   |
| 10 | Delio Fernandez  | OFM-Quinta da Lixa-Golden Times | a 12s    |

|    | Ciclista         | Equipa                          | Tempo    |
| -- | ---------------- | ------------------------------- | -------- |
| 1  | Jasper Stuyven   | Bontrager Cycling Team          | 8h16m20s |
| 2  | Chad Haga        | Team Optum                      | a 11s    |
| 3  | Alejandro Marque | OFM-Quinta da Lixa-Golden Times | a 16s    |
| 4  | Tanner J. Putt   | Bontrager Cycling Team          | a 28s    |
| 5  | Delio Fernandez  | OFM-Quinta da Lixa-Golden Times | a 29s    |
| 6  | Carlos Oyarzun   | Louletano-Dunas Douradas        | a 38s    |
| 7  | Dieter Bouvry    | Etixx – Ihned                   | a 59s    |
| 8  | Filipe Cardoso   | Efapel-Glassdrive               | a 1m09s  |
| 9  | Daniel Silva     | Rádio Popular-Onda              | a 1m20s  |
| 10 | Karel Hnik       | Etixx – Ihned                   | a 1m25s  |

### 3ª Etapa
22 Março 2013 – Vidigueira a Mértola, 179.9 km
|    | Ciclista         | Equipa                          | Tempo    |
| -- | ---------------- | ------------------------------- | -------- |
| 1  | Kenneth Hanson   | Team Optum                      | 4h15m23s |
| 2  | Filipe Cardoso   | Efapel-Glassdrive               | m.t.     |
| 3  | Bruno Sancho     | Carmim-Prio                     | m.t.     |
| 4  | Jasper Stuyven   | Bontrager Cycling Team          | m.t.     |
| 5  | Louis Verhelst   | Etixx – Ihned                   | m.t.     |
| 6  | Daniel Hoelgaard | Etixx – Ihned                   | m.t.     |
| 7  | Yoeri Havik      | Cycling Team The Rijke – Shanks | m.t.     |
| 8  | Carlos Barbero   | Euskaltel-Euskadi               | m.t.     |
| 9  | Nikolay Trusov   | Cycling Team The Rijke – Shanks | m.t.     |
| 10 | Marco Cunha      | Efapel-Glassdrive               | m.t.     |

|    | Ciclista         | Equipa                          | Tempo     |
| -- | ---------------- | ------------------------------- | --------- |
| 1  | Jasper Stuyven   | Bontrager Cycling Team          | 12h31m43s |
| 2  | Chad Haga        | Team Optum                      | a 14s     |
| 3  | Alejandro Marque | OFM-Quinta da Lixa-Golden Times | a 19s     |
| 4  | Delio Fernandez  | OFM-Quinta da Lixa-Golden Times | a 32s     |
| 5  | Carlos Oyarzun   | Louletano-Dunas Douradas        | a 41s     |
| 6  | Dieter Bouvry    | Etixx – Ihned                   | a 1m02s   |
| 7  | Tanner J. Putt   | Bontrager Cycling Team          | m.t.      |
| 8  | Filipe Cardoso   | Efapel-Glassdrive               | a 1m03s   |
| 9  | Daniel Silva     | Rádio Popular-Onda              | a 1m23s   |
| 10 | Karel Hnik       | Etixx – Ihned                   | a 1m28s   |

### 4ª Etapa
23 Março 2013 – Ourique a Odemira, 153.3 km
|    | Ciclista          | Equipa                          | Tempo    |
| -- | ----------------- | ------------------------------- | -------- |
| 1  | Thomas Zirbel     | Team Optum                      | 3h39m11s |
| 2  | Scott Zwizanski   | Team Optum                      | a 9s     |
| 3  | Diogo Nunes       | Carmim-Prio                     | a 14s    |
| 4  | Samuel Caldeira   | OFM-Quinta da Lixa-Golden Times | a 32s    |
| 5  | Unai Iparraguirre | Euskaltel-Euskadi               | m.t.     |
| 6  | Jasper Stuyven    | Bontrager Cycling Team          | m.t.     |
| 7  | Nikolay Trusov    | Cycling Team The Rijke – Shanks | m.t.     |
| 8  | Marco Cunha       | Efapel-Glassdrive               | m.t.     |
| 9  | Carlos Barbero    | Euskaltel-Euskadi               | m.t.     |
| 10 | Mikel Aristi      | Euskaltel-Euskadi               | m.t.     |

|    | Ciclista         | Equipa                          | Tempo     |
| -- | ---------------- | ------------------------------- | --------- |
| 1  | Jasper Stuyven   | Bontrager Cycling Team          | 16h11m22s |
| 2  | Chad Haga        | Team Optum                      | a 18s     |
| 3  | Alejandro Marque | OFM-Quinta da Lixa-Golden Times | a 23s     |
| 4  | Delio Fernandez  | OFM-Quinta da Lixa-Golden Times | a 54s     |
| 5  | Carlos Oyarzun   | Louletano-Dunas Douradas        | a 59s     |
| 6  | Dieter Bouvry    | Etixx – Ihned                   | a 1m06s   |
| 7  | Filipe Cardoso   | Efapel-Glassdrive               | a 1m07s   |
| 8  | Thomas Zirbel    | Team Optum                      | a 1m08s   |
| 9  | Nikolay Trusov   | Cycling Team The Rijke – Shanks | a 1m34s   |
| 10 | Carlos Barbero   | Euskaltel-Euskadi               | m.t.      |

### 5ª Etapa
24 Março 2013 – Vila Nova de Santo André a Santiago do Cacém, 135,4 km
|    | Ciclista             | Equipa                           | Tempo    |
| -- | -------------------- | -------------------------------- | -------- |
| 1  | António Carvalho     | LA Alumínios-Antarte             | 3h19m26s |
| 2  | Chad Haga            | Team Optum                       | m.t.     |
| 3  | Delio Fernandez      | OFM-Quinta da Lixa-Golden Times  | a 2s     |
| 4  | Carlos Barbero       | Euskaltel-Euskadi                | m.t.     |
| 5  | Patrick Konrad       | Etixx – Ihned                    | m.t.     |
| 6  | Nikolay Trusov       | Cycling Team The Rijke – Shanks  | m.t.     |
| 7  | Jasper Stuyven       | Bontrager Cycling Team           | a 5s     |
| 8  | Daniel Mestre        | Carmim-Prio                      | a 7s     |
| 9  | Adam Stachowiak      | Bank BGZ Team]                   | m.t.     |
| 10 | Frederico Figueiredo | Liberty Seguros – SM Feira - KTM | m.t.     |

|    | Ciclista         | Equipa                          | Tempo     |
| -- | ---------------- | ------------------------------- | --------- |
| 1  | Jasper Stuyven   | Bontrager Cycling Team          | 19h30m47s |
| 2  | Chad Haga        | Team Optum                      | a 10s     |
| 3  | Alejandro Marque | OFM-Quinta da Lixa-Golden Times | a 29s     |
| 4  | Delio Fernandez  | OFM-Quinta da Lixa-Golden Times | a 52s     |
| 5  | Carlos Oyarzun   | Louletano-Dunas Douradas        | a 1m12s   |
| 6  | Dieter Bouvry    | Etixx – Ihned                   | a 1m19s   |
| 7  | Filipe Cardoso   | Efapel-Glassdrive               | a 1m20s   |
| 8  | Nikolay Trusov   | Cycling Team The Rijke – Shanks | a 1m34s   |
| 9  | Carlos Barbero   | Euskaltel-Euskadi               | a 1m36s   |
| 10 | António Carvalho | LA Alumínios-Antarte            | a 1m41s   |

## Lideres Classificações
| Etapa | Vencedor da Etapa | Classificação Geral · | Classificação Pontos · | Classificação Montanha · | Classificação Juventude · | Melhor Português | Classificação Equipas           |
| ----- | ----------------- | --------------------- | ---------------------- | ------------------------ | ------------------------- | ---------------- | ------------------------------- |
| 1     | Daniel Silva      | Daniel Silva          | Daniel Silva           | Daniel Silva             | Karel Hnik                | Daniel Silva     | OFM-Quinta da Lixa-Golden Times |
| 2     | Jasper Stuyven    | Jasper Stuyven        | Jasper Stuyven         | Daniel Silva             | Jasper Stuyven            | Filipe Cardoso   | OFM-Quinta da Lixa-Golden Times |
| 3     | Kenneth Hanson    | Jasper Stuyven        | Jasper Stuyven         | Daniel Silva             | Jasper Stuyven            | Filipe Cardoso   | OFM-Quinta da Lixa-Golden Times |
| 4     | Thomas Zirbel     | Jasper Stuyven        | Jasper Stuyven         | Daniel Silva             | Jasper Stuyven            | Filipe Cardoso   | OFM-Quinta da Lixa-Golden Times |
| 5     | António Carvalho  | Jasper Stuyven        | Jasper Stuyven         | Karel Hnik               | Jasper Stuyven            | Filipe Cardoso   | OFM-Quinta da Lixa-Golden Times |
| Final | Final             | Jasper Stuyven        | Jasper Stuyven         | Karel Hnik               | Jasper Stuyven            | Filipe Cardoso   | OFM-Quinta da Lixa-Golden Times |

## Ligações Externas
«Sítio oficial»